# NGC 4054-1
NGC 4054-1 (другие обозначения — MCG 10-17-131, ZWG 292.62, VV 136, PGC 38078) — спиральная галактика в созвездии Большой Медведицы. Открыта Уильямом Гершелем в 1789 году.
VV 136, или NGC 4054 — система из трёх тесно взаимодействующих галактик. NGC 4054-1 — ярчайшая из них спиральная галактика с двумя спиральными рукавами. В 1987 году было проведено спектроскопическое изучение системы. Измеренная скорость вращения галактики составила 133 км/с, масса была оценена как 4,8—11,4⋅1010 M⊙. С учётом абсолютной звёздной величины в −20,3m, отношение массы к светимости составляет от 2,4 до 6 в солнечных массах и светимостях.
Этот объект входит в число перечисленных в оригинальной редакции «Нового общего каталога».